# Judith Binney
Judith Binney (1 de julho de 1940 - 15 de fevereiro de 2011) foi uma historiadora e escritora da Nova Zelândia. Foi professora emérita de História da Universidade de Auckland.